# 鈴木由紀子
鈴木 由紀子（すずき ゆきこ、1947年 - ）は、日本の作家。

## 来歴
山形県米沢市出身。山形県立米沢東高等学校、山形県立米沢女子短期大学、放送大学教養学部卒業。出版社勤務を経てフリーに。ノンフィクション、評伝、エッセイ、歴史小説など幅広く執筆する。
1997年、『闇はわれを阻まず 山本覚馬伝』で第4回小学館ノンフィクション大賞優秀賞を受賞した。

## 著書
- 『夢のかたち「自分」を生きた13人の女たち』（ベネッセコーポレーション、1996年）
- 『闇はわれを阻まず 山本覚馬伝』（小学館、1998年）
- 『義にあらず 吉良上野介の妻』（PHP研究所、1999年）のち幻冬舎時代小説文庫
- 『花に背いて 直江兼続とその妻』（幻冬舎、2002年、のち文庫　直木賞候補）
- 『大奥』（幻冬舎、2005年）のち文庫
- 『大奥の奥』（新潮新書、2006年）
- 『天璋院篤姫と和宮 最後の大奥』（幻冬舎新書、2007年）
- 『田沼時代を生きた先駆者たち』（NHK出版、NHKカルチャーアワー 歴史再発見　2008年）
- 『直江兼続とお船』（幻冬舎新書、2009年）
- 『黄金のロザリオ 伊達政宗の見果てぬ夢』（幻冬舎、2009年）のち時代小説文庫
- 『開国前夜 田沼時代の輝き』（新潮新書、2010年）
- 『女たちの明治維新』（NHKブックス、2010年）
- 『女たちの戦国 江と同時代を生きた11人』（幻冬舎新書、2011年）
- 『ハンサムウーマン新島八重 = HANDSOME WOMAN Niijima Yae』（NHK出版、2012年）
- 『ラストサムライ山本覚馬 = LAST SAMURAI Yamamoto Kakuma』（NHK出版、2012年）
- 『浮世絵の女たち』（幻冬舎、2016年）のち文庫